# سورگ‌آباد (قلعه‌گنج)
سورگ‌آباد، روستایی در دهستان قلعه‌گنج بخش مرکزی شهرستان قلعه‌گنج در استان کرمان ایران است.

## جمعیت
بر پایه سرشماری عمومی نفوس و مسکن در سال ۱۳۹۵، جمعیت این روستا برابر با ۱٬۰۰۵ نفر (۲۶۷ خانوار) بوده‌است.